# Dodici collegi
Il palazzo dei Dodici collegi (in russo здание Двенадцати коллегий?, zdanie Dvenadcati kollegij) si trova a San Pietroburgo, sulla riva meridionale dell'isola Vasilieskij, bagnata dalla Neva.

## Storia
Fu commissionato da Pietro il Grande (1682-1725) e costruito in stile barocco petrino tra il 1722 e il 1742 dall'architetto Domenico Trezzini. Si tratta di una costruzione particolare, lunga 400 metri ed il cui interno è costituito da un unico corridoio sul quale si aprono uffici e sale di lettura. Originariamente pensato da Pietro per ospitare i dodici uffici del governo dello Stato, voleva simboleggiare il suo ideale di efficienza e ordine dello Stato.
Allora i dodici collegi erano: il senato, il sacro sinodo, i nove colleggi cioè i ministeri di Affari esteri, riscossione delle entrate, giustizia, spese, controllo finanziario, guerra, ammiragliato, commercio, estrazione mineraria, produzione e il dodicesimo colleggio sempre deputato al commercio.
Dal 1804 è sede dell'Università statale di San Pietroburgo.